# 高等民事法院法令
高等民事法院法令是一種法令簡稱，用於有關蘇格蘭高等民事法院的法例。

## 列表
- 《1745年高等民事法院（蘇格蘭）法令》（19 Geo 2 c 7）

### 1808至1895年的《高等民事法院法令》
《1808至1895年高等民事法院法令》（Court of Session Acts 1808 to 1895）是下列法令的合稱：
- 《1808年高等民事法院法令》（48 Geo 3 c 151）
- 《1810年高等民事法院法令》（50 Geo 3 c 112）
- 《1813年高等民事法院法令》（53 Geo 3 c 64）
- 《1819年高等民事法院法令》（59 Geo 3 c 45）
- 《1821年高等民事法院法令》（1 & 2 Geo 4 c 38）
- 《1825年高等民事法院法令》（6 Geo 4 c 120）
- 《1830年高等民事法院法令》（11 Geo 4 & 1 Will 4 c 69）
- 《1838年高等民事法院（第1號）法令》（1 & 2 Vict c 86）
- 《1838年高等民事法院（第2號）法令》（1 & 2 Vict c 118）
- 《1839年高等民事法院法令》（2 & 3 Vict c 36）
- 《1850年高等民事法院法令》（13 & 14 Vict c 36）
- 《1857年閉門法庭程序法令》（20 & 21 Vict c 18）
- 《1857年高等民事法院法令》（20 & 21 Vict c 56）
- 《1868年高等民事法院法令》（31 & 32 Vict c 100）
- 《1895年高等民事法院（託付）蘇格蘭法令》（58 & 59 Vict c 19）